# Новая Слобода (Сумская область)
Но́вая Слобода́ (укр. Нова Слобода) — село,
Новослободский сельский совет,
Путивльский район,
Сумская область,
Украина.
Код КОАТУУ — 5923886301. Население по переписи 2001 года составляло 1568 человек.
Является административным центром Новослободского сельского совета, в который, кроме того, входят
село Свобода и
посёлок Партизанское.

## Географическое положение
Село Новая Слобода находится у истоков ручья, который переходит в разветвлённую сеть ирригационных каналов.
На ручье несколько запруд.
На расстоянии в 1,5 км находится село Бывалино.
Село расположено в 22 километрах от районного центра и за 11 километров от разъезда Шечково.

## История
Окрестности нынешнего села были заселены ещё в IV тыс. до н. э. — обнаружены остатки поселений времен неолита и бронзы, городище скифских времен, раннеславянские поселения первых веков н. э., городище и курганный могильник времен Киевской Руси.
«Село Новая Слобода, что было селище Климовское на речке на Калище», фигурирует в документах XVII века. Первое упоминание о принадлежавшем Молченскому монастырю селище Климовском относится к 1557 году. К тому моменту оно было заброшено «лет с сорок и больше». Вероятно, поселение на этом месте возникло ещё до монгольского нашествия.
Возобновление Новой Слободы на старом селище произошло между 1591 и 1593 годами. В 1645 году в Новой Слободе была построена Михайло-Архангельская церковь (современное каменное церковное здание выстроено в 1895—1913 годах). В 1653 году крестьяне Новой Слободы были приписаны к Софрониевской пустыни.
В июле в 1942 года фашисты сожгли Новую Слободу и уничтожили 586 жителей.
В 1968 году к Новой Слободе было присоединено соседнее село Калищи, возникшее не позднее 1621 года как починок Калища.
Жителей Новой Слободы относят к субэтнической группе горюнов. 28 сентября 2017 года в Новой Слободе открылся Музей горюнской культуры, филиал Путивльского историко-культурного заповедника.

## Объекты социальной сферы
- Школа.
- Дом культуры.

## Достопримечательности
В селе находится Софрониевско-Молчанская пустынь, связанная с Молчанским монастырём в Путивле, которому она долгое время подчинялась. Первые греческие монахи вместе с митрополитом Михаилом обосновались здесь в XI веке. Пустынь сейчас восстанавливает работу, расчищены пещеры.

## Известные уроженцы и жители
- Берлинский, Максим Фёдорович (1764—1848) — российский историк, исследователь древностей Киева[14].
- Леонтий (Гудимов) (1928—1992) — священнослужитель, митрополит Донецкий и Славянский.
- Подшивайлов, Денис Протасович (1898—1962) — советский военачальник, гвардии генерал-майор.
- Попов, Михаил Фёдорович (1854—1919) — учёный-медик, профессор Томского университета, его ректор в 1913—1916 годах.
- Черняков, Иван Тихонович (1936—2011) — советский и украинский историк, археолог, писатель.